# Runtuna distrikt
Runtuna distrikt är ett distrikt i Nyköpings kommun och Södermanlands län. 
Distriktet ligger nordost om Nyköping. 

## Tidigare administrativ tillhörighet
Distriktet inrättades 2016 och utgörs av socknen Runtuna i Nyköpings kommun.
Området motsvarar den omfattning Runtuna församling hade vid årsskiftet 1999/2000.